# PPl 15
PPL-15 — це китайська авіаційна ракета класу «повітря-повітря» середньої дальності, розроблена компанією CASIC (China Aerospace Science and Industry Corporation). Вона є наступником ракети PL-12 та вважається аналогом американської AIM-120 AMRAAM.

### Технічні характеристики
| Параметр          | Значення                                      |
| ----------------- | --------------------------------------------- |
| Тип               | Ракета класу "повітря-повітря"                |
| Довжина           | ~4 м                                          |
| Дальність дії     | 100–200 км (за деякими джерелами — до 300 км) |
| Система наведення | Активна радіолокаційна головка самонаведення  |
| Виробник          | CASIC, Китай                                  |
| Платформа запуску | Винищувачі: J-10C, J-11B, J-16, J-20          |

## Історія
PPL-15 була вперше продемонстрована публічно у 2016 році під час військового параду. Вона призначена для перехоплення ворожих літаків на великій дистанції, навіть у складних умовах електронної боротьби. Ракета вважається важливим компонентом системи повітряного переваги Народно-визвольної армії Китаю (НВАК).

## Переваги
- Дальність: значно перевищує дальність PL-12.
- Маневреність: сучасні технології управління.
- Електронна боротьба: стійкість до перешкод.
- Сумісність: підтримується найновішими китайськими винищувачами.

## Порівняння з аналогами
| Ракета   | Країна | Дальність   |
| -------- | ------ | ----------- |
| PPL-15   | Китай  | 150–200 км  |
| AIM-120D | США    | ~160–180 км |
| R-77-1   | Росія  | ~110–130 км |
| Meteor   | Європа | ~200+ км    |